# John O’Hare
John O’Hare (* 24. September 1946 in Dumbarton, Schottland) ist ein ehemaliger schottischer Fußballspieler, der besonders als Spieler bei den englischen Erstligisten Derby County und Nottingham Forest bekannt wurde. Mit Derby gewann er 1972 die englische Meisterschaft und wiederholte dies 1978 mit Nottingham. Es folgten zwei weitere Titel im Europapokal der Landesmeister 1978/79 und 1980.

## Spielerlaufbahn
John O’Hare startete seine Spielerlaufbahn 1963 beim AFC Sunderland. Bereits in seiner ersten Saison gelang ihm 1963/64 mit seiner Mannschaft der Aufstieg in die erste Liga. Dort konnte sich Sunderland im ersten Jahr durch Platz 15 etablieren, ehe der Verein 1966 den Klassenerhalt mit Platz 19 nur äußerst knapp verteidigte. Nach einem weiteren Jahr im unteren Tabellendrittel wechselte John O’Hare erstmals den Verein und spielte künftig für Derby County.

## Derby County
Derby war zu diesem Zeitpunkt lediglich zweitklassig, hatte jedoch mit Brian Clough und Peter Taylor ein sehr ehrgeiziges Trainerteam. O’Hare schaffte mit seinem neuen Team 1968/69 den Sprung ins Oberhaus des englischen Fußballs. In den folgenden Jahren profilierte er sich als Stammspieler in seinem neuen Verein und feierte in der Football League First Division 1971/72 seinen bislang größten Erfolg mit dem Gewinn der englischen Meisterschaft. Als Titelträger spielte er anschließend im Europapokal der Landesmeister 1972/73 und scheiterte dort erst im Halbfinale an Juventus Turin.
1974 folgte er seinem Trainer Brian Clough, der nach der Saison 1972/73 im Streit mit dem Vorstand Derby County verlassen hatte. Clough übernahm zur Saison 1974/75 den englischen Spitzenklub Leeds United und verpflichtete umgehend seine ehemaligen Spieler John McGovern und John O’Hare. Die neue Saison entwickelte sich schnell zum Alptraum, denn Brian Clough überwarf sich innerhalb weniger Wochen mit Vorstand, Mannschaft und Fans des neuen Vereins und wurde bereits kurz nach Beginn der Saison entlassen. Wieder folgte O’Hare seinem Trainer, als dieser noch im Laufe der Saison den Trainerposten beim Zweitligisten Nottingham Forest übernahm.

## Nottingham Forest
In der Saison 1976/77 gelang der Aufstieg in die erste Liga und anschließend das Kunststück, als Aufsteiger die englische Meisterschaft in der Football League First Division 1977/78 zu gewinnen. Es folgte die erfolgreichste Zeit in der Karriere O’Hares, denn in den beiden folgenden Jahren gelang der Triumph im Europapokal der Landesmeister 1978/79 und 1979/80. Jeweils reichte ein 1:0 über Malmö FF bzw. den Hamburger SV um den Titel zu gewinnen. Zusätzlich holte die Mannschaft noch 1978 und 1979 den englischen Ligapokal. Seine persönlich erfolgreichste Saison absolvierte O’Hare (40 Spiele / 9 Tore) 1975/76 in der zweiten Liga. In den drei Erstligajahren von 1978 bis 1980 kam er nur noch sporadisch zum Einsatz. Krönender Abschluss seiner Karriere war das Finale im Landesmeister-Cup 1980, als er in der 67. Minute für Gary Mills eingewechselt wurde und damit seinen Teil zum Triumph beitragen konnte. Nach dieser sehr erfolgreichen Saison entschied sich der mittlerweile knapp 34-jährige O’Hare seine Spielerlaufbahn zu beenden.

## Schottische Fußballnationalmannschaft
John O’Hare bestritt am 18. April 1970 sein erstes Länderspiel für die schottische Nationalmannschaft bei einem Länderspiel in Nordirland. Er krönte sein Debüt mit seinem ersten Länderspieltreffer. In den Folgejahren folgten zwölf weitere Länderspiele, in denen er vier Tore erzielte.  Er spielte in dieser Zeit gemeinsam mit Spielern wie Billy Bremner, Archie Gemmill, Denis Law, Peter Lorimer und Kenny Dalglish. Trainiert wurde die Auswahl in dieser Zeit von Bobby Brown und Tommy Docherty. Sein letztes Länderspiel absolvierte er am 24. Mai 1972 gegen die walisische Fußballnationalmannschaft.

## Erfolge als Spieler
- Europapokal der Landesmeister: 1979, 1980
- UEFA-Super-Cup-Gewinner: 1979
- Englischer Meister: 1972, 1978
- Englischer Ligapokalsieger: 1978, 1979